# 隆濤剛
隆濤 剛（りゅうどう ごう、1968年5月26日- ）は、ブラジル・サンパウロ市出身、玉ノ井部屋所属の元大相撲力士。本名は池森 剛（いけもり-）。帰化前はイケモリ・ルイス・ゴウ。身長184cm、体重168kg。得意手は右四つ、寄り。最高位は西十両8枚目（1995年3月場所）。ブラジル出身者として初の関取。

## 来歴
日系ブラジル人の家庭に育ち（自身は三世）、幼い頃から柔道に打ち込んでいたが、高校進学と共に相撲を始めた。高校3年の時に初来日し、国際相撲大会に出場し優勝した。1989年に再来日し、翌1990年4月に拓殖大学に入学した。1年次から全国学生相撲選手権大会で優勝するなど活躍した。次第に自分の力を試そうと考え、1992年3月に大学を中退。同じブラジル出身力士が在籍していた玉ノ井部屋に入門（1992年当時、外国人力士の入門は1部屋2名まで、合計40名まで可能だった。）。同年5月場所に幕下付出で初土俵を踏んだ。外国籍としては大相撲史上初の幕下付出力士である。以降、順調に番付を上げて行き、1994年3月場所に十両に昇進した。暫くは十両に定着していたが、1995年9月場所で右腕を故障し、幕下に陥落。それからは本来の相撲が取れなくなり幕下中位から下位に低迷（この間の1996年4月22日にブラジルから日本に帰化。同日に曙も帰化。）。1998年9月場所には初めて三段目に陥落し、1999年1月場所を全休したのを最後に現役を引退した。引退後は、ブラジルに帰国せず、東京の一般企業に就職し会社員に転じた。
1998年長野オリンピックの開会式では、当時は東幕下39枚目に在位していたが人数の関係で幕下以下の関取在位経験者も参加することになったこと、外国人力士は母国の選手団の先導をすることとなったため、他の関取と同様に大銀杏を結い紋付き袴を着用した上で、母国ブラジルの選手団の先導役を務めた（同じ理由で、アルゼンチン出身の星誕期偉真智も、当時幕下に在位していたが大銀杏と紋付き袴の正装をした上で母国の選手団の先導役を務めた。）。

## 主な戦績
- 生涯成績：167勝150敗26休  勝率.527
- 十両成績：44勝49敗12休  勝率.473
- 現役在位：41場所
- 十両在位：7場所

### 場所別成績
| | 一月場所 初場所（東京） | 三月場所 春場所（大阪） | 五月場所 夏場所（東京） | 七月場所 名古屋場所（愛知） | 九月場所 秋場所（東京） | 十一月場所 九州場所（福岡） |
| --- | ----------------------- | ----------------------- | ----------------------- | --------------------------- | ----------------------- | --------------------------- |
| 1992年 （平成4年） | x                       | x                       | 幕下付出60枚目 5–2      | 西幕下38枚目 5–2            | 西幕下22枚目 3–4        | 西幕下29枚目 3–4            |
| 1993年 （平成5年） | 西幕下38枚目 6–1        | 東幕下18枚目 4–3        | 西幕下13枚目 5–2        | 西幕下4枚目 3–4             | 西幕下8枚目 4–3         | 西幕下4枚目 5–2             |
| 1994年 （平成6年） | 東幕下筆頭 4–3          | 西十両12枚目 6–9        | 東幕下2枚目 4–3         | 東幕下筆頭 4–3              | 西十両13枚目 5–10       | 西幕下4枚目 5–2             |
| 1995年 （平成7年） | 西十両13枚目 10–5       | 西十両8枚目 6–9         | 西十両11枚目 8–7        | 西十両10枚目 8–7            | 東十両10枚目 1–2–12     | 西幕下8枚目 休場 0–0–7      |
| 1996年 （平成8年） | 西幕下8枚目 3–4         | 東幕下16枚目 2–5        | 西幕下34枚目 5–2        | 西幕下19枚目 3–4            | 西幕下28枚目 4–3        | 西幕下21枚目 4–3            |
| 1997年 （平成9年） | 東幕下15枚目 6–1        | 西幕下5枚目 3–4         | 西幕下10枚目 2–5        | 西幕下27枚目 3–4            | 西幕下38枚目 4–3        | 西幕下29枚目 3–4            |
| 1998年 （平成10年） | 東幕下39枚目 4–3        | 西幕下28枚目 3–4        | 西幕下39枚目 3–4        | 西幕下50枚目 3–4            | 西三段目2枚目 3–4       | 西三段目15枚目 5–2          |
| 1999年 （平成11年） | 東幕下54枚目 引退 0–0–7 | x                       | x                       | x                           | x                       | x                           |
| 各欄の数字は、「勝ち-負け-休場」を示す。 優勝 引退 休場 十両 幕下 三賞：敢=敢闘賞、殊=殊勲賞、技=技能賞 その他：★=金星 番付階級：幕内 - 十両 - 幕下 - 三段目 - 序二段 - 序ノ口 幕内序列：横綱 - 大関 - 関脇 - 小結 - 前頭（「#数字」は各位内の序列） |                         |                         |                         |                             |                         |                             |

## 改名歴
- 池森 剛（いけもり ごう）1992年5月場所-1993年9月場所
- 隆濤 剛（りゅうどう-）1993年11月場所-1996年3月場所
- 池森 剛（いけもり-）1996年5月場所-1998年9月場所
- 龍興 剛（りゅうこう-）1998年11月場所-1999年1月場所